# Боланден
Боланден (на немски: Bolanden) е община в Рейнланд-Пфалц, Германия, с 2452 жители (31 декември 2014).
Принадлежи към Фербандсгемайнде Кирххаймболанден (Kirchheimbolanden).
В Боланден се намира манастир Хане, основан през 1120 г. от Вернер I фон Боланден близо до неговия замък.
- Боланден, манастирската църква Хане